# Perfect castaway
Perfect Castaway (titulado El náufrago perfecto en España e Hispanoamérica) es el duodécimo episodio de la cuarta temporada de la serie Padre de familia emitido el 18 de septiembre de 2005 a través de FOX, aunque la fecha prevista para la emisión era la semana previa, pero tuvo que aplazarse por los huracanes Katrina y Rita que ocasionaron víctimas.
El episodio está escrito por John Viener y dirigido por James Purdum. La trama se centra en Peter, que debido a la escasez de pesca y a los problemas económicos que afectan a su familia, decide ir a una zona del Atlántico con abundante pesca con sus amigos, pero cuando les sorprende una gigantesca tormenta que destruye su barca, estos van a la deriva hasta que llegan a una isla desierta, mientras tanto sus respectivos familiares temen que hayan muerto. 
El capítulo está ligeramente basado en las películas La tormenta perfecta y Náufrago.

## Argumento
Desesperado porque la pesca empieza a escasear y se siente impotente por no poder mantener a su familia, decide ir al Arrecife del Pelícano en el que según Shamus, uno de sus amigos, le explica que hay un gran banco de peces. Tras despedirse de su familia, embarca con Joe, Cleveland y Quagmire. Tras llegar a la zona se encuentran un mar de lubinas por lo que la pesca resulta ser un éxito y deciden celebrarlo, sin embargo descubren que no están solos, puesto que en la cubierta se encuentra la Muerte que les avisa de que se encuentran en medio de un huracán que destroza el barco y se encuentran a la deriva sin posibilidades de volver a casa. Finalmente los cuatro llegan a una isla desierta en la que sobreviven durante meses. Por otro lado, los familiares de los desaparecidos son dados por muertos y Lois sin saber que hacer decide casarse con Brian con la condición de que mantenga a la familia.
A medida que pasa el tiempo, Peter y los demás sobreviven como pueden hasta que son rescatados por un crucero que les lleva a Quahog. Por primera vez en mucho tiempo, Peter vuelve a casa y da a su familia la sorpresa de sus vidas al verle vivo, sin embargo Lois se encuentra entre la espada y la pared al confesarle que tras el supuesto fallecimiento tuvo que casarse con Brian por desesperación y que es incapaz de darle largas por lo que ha hecho por la familia.
Ante la certeza de que ya no es bienvenido, opta por buscarse un hotel, sin embargo Peter es incapaz de olvidar a Lois, por lo que Joe le sugiere que halle el modo de recuperarla. Por otro lado, Brian decide aprovechar la situación para intentar "juntar las camas", sin embargo la mujer le responde enfadada. Mientras tanto, Peter opta por seducirla y la espera desnudo en casa. Cuando Lois vuelve de la compra y se lo encuentra de tal manera le pide que se marche, pero es incapaz de reprimirse más y acaban manteniendo relaciones sexuales tras el sofá, sin embargo Stewie les sorprende y grita horrorizado por la escena, aun así Stewie aprovecha para grabarlo en vídeo para después mostrárselo a Brian, el cual empieza a preocuparse por lo que pueda hacer su mujer a sus espaldas. Consciente de que Brian sepa la verdad, decide verse con Peter en el hotel, por lo que en la siguiente aventura consigue engañarle al tirarle una pelota de frontón. Sin embargo, Lois reconoce que está haciendo mal en engañarle continuamente y decide terminar la relación con Peter, por otro lado Stewie le enseña el vídeo y despechado va en su busca para enfrentarse a los dos, no obstante cuando está a punto de sorprenderles, les escucha a través de la puerta y oye como Lois decide mantener su compromiso con Brian a pesar de admitir que siempre querrá a Peter por encima de él. Consciente de que no es feliz, Brian decide divorciarse y sugerirle que vuelva con Peter. Al día siguiente, Peter y Lois vuelven a estar juntos y le agradece a Brian lo que ha hecho por la familia, no sin antes decirle (entre risas) que de haber esperado un día más hubiese juntado las camas para darle "el viaje de su vida", lo que cabrea al can que termina por marcharse al sótano.

## Producción

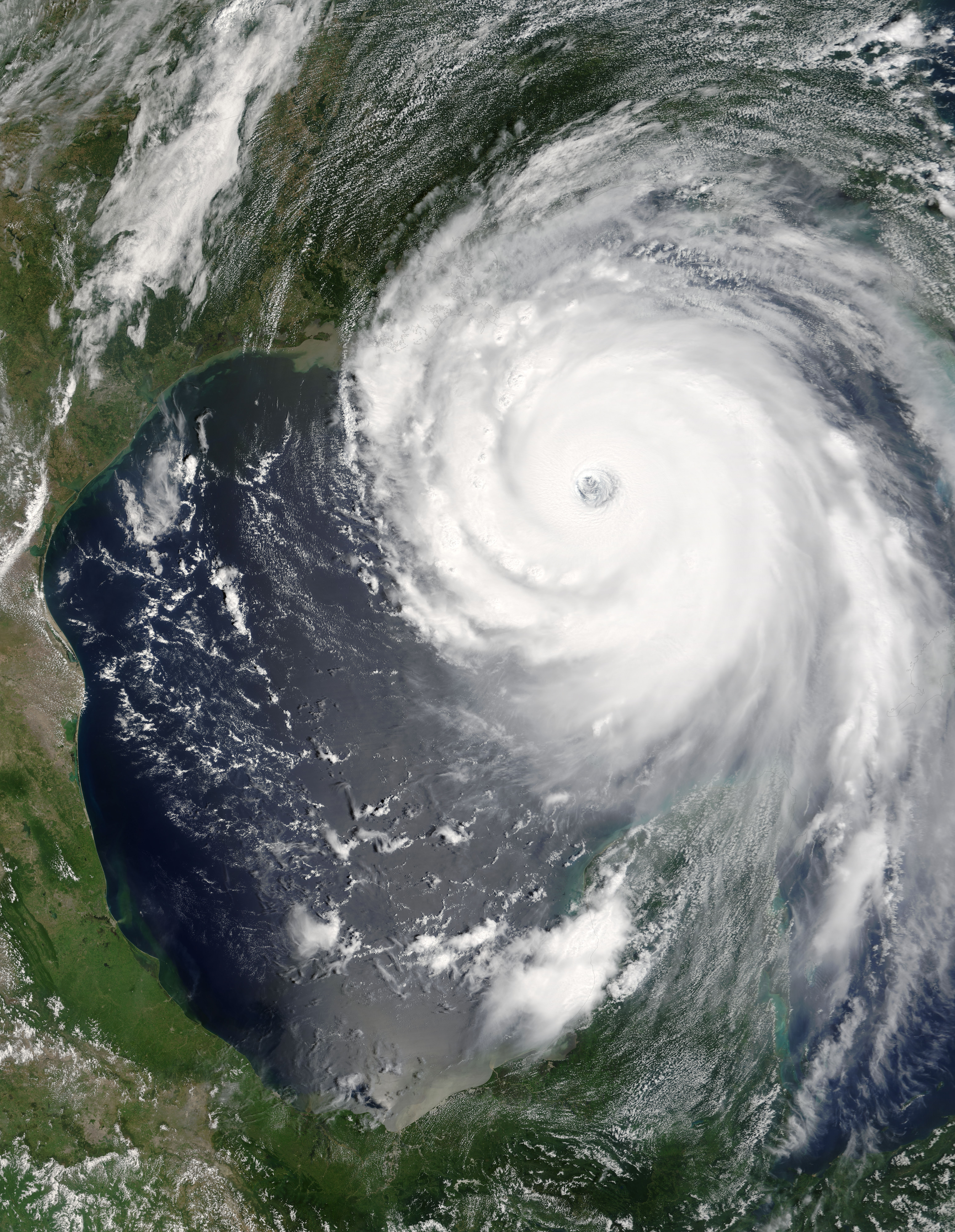
Imagen del huracán Katrina en su mayor pico de potencia (28 de agosto de 2005).

Perfect Castaway fue escrito por John Viener y dirigido por James Purdum y Peter Shin. El episodio marca la reaparición de Adam Carolla como la Muerte, además de contar con las voces de Adam West y Phil LaMarr como Ollie Williams. Danny Smith y Wally Wingert también colaboraron. En un principio la emisión estaba programada para la semana anterior (11 de septiembre de 2005), pero decidieron aplazarlo hasta el día 18 por respeto y señal de duelo a las víctimas de los huracanes Katrina y Rita.